# Awbube
Awbube (en amhàric: አውቡቤ, en somali: Aw Bube), també lletrejat Awbuube, pel seu patró sant somali Awbube, i com Alaua o Halaua, és una antiga ciutat hui en ruïnes, situada a l'àrea de Fafan a la regió Somali d'Etiòpia. Es troba a 34 km al nord-oest de Borama, la capital d'Awdal de Somalilàndia a través de Quljeed, travessant la frontera cap al districte d'Awbare a Etiòpia.

## Descripció general
Awbube és una ciutat antiga del districte d'Awbare. Fou un centre d'activitat durant l'edat d'or del sultanat d'Adal. Duu el nom del sant i heroi Awbube, conegut com el "sant volador", que tingué un paper decisiu en la difusió de la fe islàmica a Abissínia, heroi de moltes batalles contra l'Imperi etíop i els primers habitants de l'àrea, segons esmenten alguns relats. El seu nom apareix en Futuh al Habasha (La conquesta d'Abissínia), en què es narra que els exèrcits visitaven la seua tomba i cercaven la seua benedicció en les seues batalles contra els exèrcits portuguesos i abissinis.
Durant la seua recerca en l'antiga ciutat d'Amud, l'historiador G. W. B. Huntingford va comprovar que en topònims antics amb prefix Aw (com les ruïnes d'Awbare i Awbube), aquest denotava el lloc de descans final d'un sant autòcton.

## Història
Shihab al-Din Ahmad esmenta al sant patró Awbube pel seu nom en Futuh al Habasha, en què afirma:
“Quan les dues columnes de soldats que avançaven pel camí es van trobar, els idòlatres carregaren contra la rereguarda dels musulmans. Els de la rereguarda es van mantenir ferms i muntaren als cavalls. Entre els que eren en la rereguarda hi havia Zaharbui Utman, el xèrif Ahmad i l'hegà 'Abd Allah, 'Ali Farasaham i el xeic Kalil, un descendent d'Aububah -que Déu ens beneïsca a través d'ell, amén. Eren deu cavallers, i els idòlatres en rondaven els dos-cents. Els musulmans carregaren contra els idòlatres, i s'hi entaulà una batalla sagnant, fins que els avantbraços se'ls van esgotar".
Sobre la tomba del sant patró s'ha construït un enorme sepulcre cònic. Segons alguns relats històrics, tant els sants patrons Awbare com Awbube provenen de l'antiga família del clan Dir; les seues tombes són molt freqüentades i estan sota la protecció del clan local Gadabuursi Dir, que domina la regió on són enterrats. El capità H. G. C Swayne (1895) descriu així les àrees properes d'Awbube del país del clan Gadabuursi, en el seu llibre Seventeen Trips Through Somaliland:
"Al país dels Gadabursi hi ha les ruïnes de l'antiga ciutat d'Aubóba, i al principi del pas de Gáwa, en un turó a l'oest, i a uns 120 m al seu damunt, hi ha unes enormes ruïnes antigues, que degueren ser un fort, i dominen el pas. Es diuen Samawé, pel nom d'un xeic la tomba del qual corona les ruïnes. El cim del turó està envoltat de murs de contenció paral·lels construïts amb carreus, que s'eleven en esglaons des del fons. En alguns llocs els murs tenien sis o vuit peus d'alt, i hi havia restes d'amplis edificis antics que omplien el recinte. Rematant el conjunt, al centre hi havia les ruïnes d'un edifici de pedra tallada, que semblava la tomba del xeic".
Richard Francis Burton (1856) descriu l'escena en passar-hi per a visitar la tomba del xeic Awbube, en First Footsteps in East Africa:
"En sentir-me una mica descansat, vaig començar l'endemà, "amb la cua posada" a inspeccionar les ruïnes d'Aububah. Després d'un dur viatge per terreny pedregós, arribem a una foia coberta d'herba, a prop d'una línia de turons, i desmuntem per a visitar les restes del xeic Aububah. Reposa davall d'una petita cúpula cònica de rajola, argila i fusta, de construcció semblant a la de Zeila: s'està caient a trossos, i la mesquita contigua, sense sostre des de fa molt de temps, està coberta d'arbres, que mormolen sons malencònics en la lleu i alegre brisa." 
Richard Francis Burton (1856) descriu un antic conflicte entre les ciutats d'Awbube i Darbiyah Kola (a prop d'Abasa, a Awdal) en First Footsteps in East Africa:
"Després d'una hora de cavalcada, ens allunyem d'Abbaso Fiumara i entrem en una conca entre turons, a unes setze milles de l'Arbre Sagrat. Aquest és l'indret de Darbiyah Kola, el 'Fort de Kola', anomenat així per la seua reina Galla. Es diu que aquesta ciutat i la seua veïna Aububah lluitaren com gats a Kilkenny, fins que totes dues es "devoraren": els Gudabirsi en situen el fet en l'època en què els seus ancestres encara vivien a Bulhar, a la costa, fa uns 300 anys. Si la data és certa, les ruïnes han lliurat una dura batalla amb el temps. Algunes restes d'habitatges cobreixen el terra, i els pous acuradament construïts estan plens d'enderrocs: em van assenyalar el palau amb les parets de pedra i argila travessades per capes de fusta. La mesquita és un gran edifici sense sostre que conté dotze pilars quadrats de maçoneria tosca, i el mihrab, o nínxol d'oració, està emmarcat per un arc circular de construcció acceptable. Però la veu del muetzí s'ha silenciat per sempre, i ara les plantes enfiladisses s'enrosquen al voltant del temple enrunat. L'escena era quieta i trista com una tomba; durant una milla i mitja de llarg tot eren ruïnes, ruïnes, ruïnes".
Richard Francis Burton (1856) també descriu el camp de batalla:
"Des d'allà ens encaminem cap al camp de batalla, una àmplia làmina de gres, aparentment abonyegada pels cascos de mules i cavalls: en aquest terreny, que, segons els meus guies, en l'antiguitat era molt i molt tou, va ocórrer la gran acció entre Aububah i Darbiyah Kola".

## Demografia
La regió de la rodalia de l'antiga ciutat està habitada principalment pels Reer Dudub del subclan Jibriil Yoonis, del clan Gadabursi Dir.